# Freinage rhéostatique
Le freinage rhéostatique est un type de freinage qui permet de ralentir ou d'arrêter des moteurs électriques à l'aide de rhéostats, c'est-à-dire de résistances.

## Fonctionnement
Les machines électriques produisant une énergie mécanique à partir d'une énergie électrique sont communément appelées des moteurs. Les machines électriques produisant de l'énergie électrique à partir d'une énergie mécanique sont communément appelées des génératrices, dynamos ou alternateurs suivant la technique utilisée. Cependant, toutes ces machines électriques étant réversibles et susceptibles de se comporter soit en « moteur » soit en « générateur » dans les quatre quadrants du plan couple-vitesse,,,, la distinction moteur/générateur se fait « communément » par rapport à l'usage final de la machine.
Dans les applications où un moteur électrique entraîne une charge, un moyen de diminuer sa vitesse ou d'arrêter l'ensemble consiste à le freiner. Divers moyens existent. Parmi ces moyens, le freinage rhéostatique consiste à prélever l'énergie — cinétique ou potentielle — de l'ensemble moteur-charge et à la dissiper par effet Joule dans une résistance. Le terme « rhéostatique » vient du fait que cette résistance peut être variable mécaniquement ou électromécaniquement (un rhéostat) ou bien électroniquement à l'aide d'un hacheur. Cette forme de freinage dissipatif est un pur gaspillage mais il présente l'avantage de la simplicité ce qui procure une plus grande sécurité que le freinage récupératif sur le réseau ou dans des batteries d'accumulateurs.
Selon les cas et les types de moteurs ou de variateurs de vitesse utilisés, différents circuits de freinage rhéostatiques existent. Mais tous se basent sur le même principe. Par exemple pour un moteur à courant continu, dans le cas le plus simple, cela consiste à débrancher l'induit de la source tout en conservant l'excitation (ou inducteur) alimentée (s'il s'agit d'un moteur à excitation séparée, dans le cas d'un moteur à aimants permanents la question ne se pose pas), puis on referme l'induit sur une résistance de charge. La machine commence alors à fonctionner en génératrice — le sens de la tension à ses bornes (la force électromotrice) est inchangé mais celui du courant est inversé : de la source vers le moteur, il passe de la génératrice vers la résistance — et la vitesse diminue car un couple résistant apparaît sur l'arbre. Si la valeur de la résistance est maintenue constante, le courant la traversant diminuant avec la vitesse, la décélération n'est pas linéaire mais a la forme d'une exponentielle décroissante et si la charge est entraînante, le sens de rotation s'inverse. Si l'arrêt à vitesse nulle est impératif, un moyen de freinage séparé doit être prévu.